# Arenas de José Ignacio
Arenas de José Ignacio ist eine Ortschaft in Uruguay.

## Geographie
Sie befindet sich auf dem Gebiet des Departamento Maldonado in dessen Sektor  7. Arenas de José Ignacio liegt an der Atlantikküste rund zwei Kilometer östlich des Ortes José Ignacio.

## Infrastruktur
Arenas de José Ignacio liegt an der Ruta 10.

## Einwohner
Arenas de José Ignacio hatte 2011 38 Einwohner, davon 15 männliche und 23 weibliche. 2004 war Arenas de José Ignacio mit seinerzeit vier Einwohnern nach dieser Bezugsgröße noch die kleinste Siedlung des Departamentos.
| Jahr | Einwohner |
| ---- | --------- |
| 1963 | -         |
| 1975 | -         |
| 1985 | -         |
| 1996 | 51        |
| 2004 | 4         |
| 2011 | 38        |

Quelle: Instituto Nacional de Estadística de Uruguay